# Кравченко, Леонтий Гаврилович
Леонтий Гаврилович Кравченко (1925, Ново-Николаевск, Сибирский край, РСФСР, СССР (ныне Новосибирск, Россия)  — 11.08.1945 Хутоу, провинция Объединенная Дунмань, Маньчжоу-го (ныне городской уезд Хулинь, городской округ Цзиси, провинция Хэйлунцзян, Китай) — участник Советско-японской войны, пулемётчик 105-го отдельного пулемётно-артиллерийского батальона 105-го укреплённого района 35-й армии 1-го Дальневосточного фронта, красноармеец. Закрыл своим телом амбразуру пулемёта.

## Биография
Родился в 1925 году в Ново-Николаевске. По-видимому рано осиротел (в сведениях о безвозвратных потерях указано, что родителей и родственников не имеет) 
В 1943 году Панфиловским РВК Алма-Атинской области был призван в РККА, отправлен на Дальний Восток.
9 августа 1945 года началась Советско-японская война. 105-й укреплённый район вошёл в северную группу прикрытия удара основной группировки сил 1-й Краснознамённой армии. Перед группой прикрытия стояла задача сковывания сил противника в Мишаньском укреплённом районе и, согласно поставленной задаче, утром 9 августа советские войска принялись штурмовать укрепления. Бои продолжались и на следующие дни.
11 августа 1945 года сводная рота из состава батальона штурмовала укрепления на высоте «Лесная». Когда рота залегала под пулемётным огнём из дота, красноармеец Кравченко поднялся первым с гранатой в руках и бросился на амбразуру, закрыв её своим телом. Был похоронен севернее города Хутоу.
Красноармеец Кравченко был представлен к званию Героя Советского Союза, но представление не было поддержано на уровне Военного совета фронта и герой был награждён лишь орденом Отечественной войны II степени посмертно.